# Tales of the Crown
Tales of the Crown trinaesti je studijski album njemačkog heavy metal-gitarista Axela Rudija Pella. Diskografska kuća Steamhammer objavila ga je 24. listopada 2008.

## Popis pjesama
Tekstovi i glazba: Axel Rudi Pell. 
| 1.    | »Higher«                                    | 7:18 |
| 2.    | »Ain't Gonna Win«                           | 4:51 |
| 3.    | »Angel Eyes«                                | 4:57 |
| 4.    | »Crossfire«                                 | 5:22 |
| 5.    | »Touching My Soul«                          | 6:32 |
| 6.    | »Emotional Echoes« (instrumentalna skladba) | 5:07 |
| 7.    | »Riding on the Arrow«                       | 5:55 |
| 8.    | »Tales of the Crown«                        | 8:21 |
| 9.    | »Buried Alive«                              | 5:42 |
| 10.   | »Northern Lights«                           | 6:21 |
| 60:26 |                                             |      |

## Zasluge
Axel Rudi Pell
- Johnny Gioeli – vokal
- Axel Rudi Pell – gitara, bas-gitara
- Ferdy Doernberg – klavijature
- Volker Krawczak – bas-gitara (na pjesmama 1. – 5., 7. – 10.)
- Mike Terrana – bubnjevi

Ostalo osoblje
- Charlie Bauerfeind – produkcija, inženjer zvuka, miks
- Ulf Horbelt – mastering
- Kai Hoffmann – fotografije, dizajn
- Felipe Machado Franco – naslovnica